# Arien
J. R. R. Tolkien történeteiben Arien egy a maiák közül. A Valák őt választották ki arra, hogy a Nap hajóját irányítsa. A Fák korában Arien viselte gondját a Laurelinnek.
Tolkien egyes írásaiban megemlíti, hogy Arient Morgoth akarta asszonyának, és őt megbűvölve Arien "meghalt" (elhagyta testét), magára hagyva ezáltal a Napot, ami eztán irányítatlanul bolyong az égben. 
Az elvetett ötletek között az is megtalálható, hogy Arien Varda szolgálatában álló maia. Arról nem tudni, hogy Tolkien ezeket az elemeket valóban be akarta-e venni a szilmarilok mondakörbe, hiszen Tolkien már nem érte meg annak első kiadását.
Arien szerelme Tilion, aki a Holdat irányítja. Mivel szeretnének, de mégsem tudnak találkozni a Nap és a Hold napszakja örök körforgásban követi egymást.